# 岩川美花
岩川 美花（いわかわ みか、1983年7月26日 - ）は、日本の女子プロボクサー。元WBO女子世界アトム級王者、前IBF女子世界アトム級王者。高知県香南市出身。姫路木下ボクシングジム所属。2025年6月現在、日本人女子プロボクサーとしては郷司利也子に次いで2番目、世界王座経験者としては男女通じて最年長である。

## 来歴

### アマチュア時代
高知小津高校ではバスケットボール部に所属し、高校卒業後、畑山隆則に憧れ大阪でボクシングを始める。
2010年3月、高松市で開催された全日本女子選手権フライ級にエントリーし、準決勝で優勝候補伊藤沙月を破り、決勝でも池原久美子（後の池原シーサー久美子）を破った藤満霞を降し優勝。

### プロ時代
2011年9月18日、JBCプロテストを受験し、B級ボクサーライセンス取得。当時の所属は井岡ボクシングトレーニングジム（通称：井岡弘樹ジム）。
12月19日、後楽園ホールにてキックボクサーから転向した林田昌子との4回戦でデビュー。3回KO勝利。
2012年6月17日、刈谷市あいおいホールにて塚下真理と2戦目を行い判定勝利。
2012年9月16日、豊中市よみうり文化ホールにて池原シーサー久美子と対戦し判定勝利。なお、この試合が池原にとってプロ唯一の敗戦となっている。
その後2階級下のアトム級に落とし、2013年2月9日にアゼリア大正にて新設されたG Legendチャンピオンシップ第1号を懸けて山田真子と対戦するが、0-3判定でプロ初敗戦を喫した。
2013年8月10日、池原シーサー久美子と再戦、1回負傷により引き分けに終わる。
2013年12月14日、JBC未公認時代にWIBA世界王座を獲得、公認後も指名挑戦者として小関桃のWBC世界王座に挑戦、この試合が3年ぶりの復帰戦となった大ベテラン池山直と対戦するが、0-2の判定で敗れ3試合未勝利となってしまった。
その後ブランクを経て、高砂ジムへ移籍し復帰。
2015年5月24日、復帰戦として北九州市にてWBA世界王座挑戦経験を持つ西村聡美と対戦するが、判定負け。
2015年10月17日、山岸愛子を判定で降し5試合ぶり移籍後は初となる勝利。
2016年3月10日、神戸で葉月さなと対戦し、判定で連勝。
2016年6月10日、初の海外としてメキシコに遠征。ブリッサ・エルナンデスと対戦するが、判定負け。
2016年8月20日、WBO世界ミニマム級加納陸 vs 高山勝成、WBO女子世界ライトフライ級竹中佳 vs ルイサ・ホートンのダブル世界戦のアンダーとして、竹中が返上した東洋太平洋女子ライトフライ級王座を4位ノンギック・シットジャーナートと争う。2回1分16秒TKOで勝利しプロ初タイトル獲得。
2016年12月13日、後楽園ホールにて古川夢乃歌が持つWBA女子世界ライトミニマム級王座に挑むが0-2の判定で王座奪取失敗。
2018年7月29日、KBSホールにて池山直が持つWBO女子世界アトム級王座に挑み、2-1の判定で王座奪取に成功。
その後、IBF王者の花形冴美との統一戦へ向けた交渉を行うも、不調に終わった。
2019年12月7日、1年5か月ぶりの実戦として神戸芸術ホールにて元東洋太平洋王者の神田桃子とノンタイトル8回戦で対戦し判定勝利。
2020年3月17日、後楽園ホールにて前日本王者の鈴木菜々江相手に初防衛戦を行うと発表していたが、新型コロナウイルス感染拡大の影響でボクシング興行自粛のため延期された。
9月26日、神戸市立中央体育館に変更して鈴木と対戦し、2-1（96－94、93－97、97－93）判定で勝利し2年2か月での初防衛に成功。
2021年4月1日、所属していた高砂ジムが会長の不祥事による無期限活動休止となったため、姫路木下ジムへ移籍。
10月15日、後楽園ホールにて2度目の防衛戦として鈴木とダイレクトリマッチ予定たったが、負傷のため延期。
2022年2月25日、「Victoriva9」にて改めて鈴木と対戦。しかし、1-2（94-96×2、96-94）判定で敗れ王座陥落。
9月1日、「Queens Crest2022」にて同じ39歳の宮尾綾香が持つIBF女子世界アトム級王座に挑戦。3-0（96-94×3）の判定で勝利しIBF王座奪取、7か月ぶりの王座返り咲きに成功した。
2023年2月26日、プロ初となる凱旋試合として高知セリーズ体育館にてプローイパイリン・パラッドシーチュアイと46.7kg契約の6回戦を行い、3回TKO勝利。この試合を含む興行の模様は興行主である黒潮ボクシングジムの公式YouTubeチャンネルでライブ配信された。
2024年1月12日、『フェニックスバトル109』にて1位の山中菫を迎えて初防衛戦。しかし、10回0-3（94-96、93-97、91-99）の判定負けで初防衛に失敗した。
2025年3月30日、加古川にて1年2か月ぶりの試合としてヴィスター シリッデットと対戦し、3-0判定勝利。
2025年6月14日、メキシコ・エルモシージョにてWBC世界女子アトム級暫定王座決定戦としてカミラ・サモラノと対戦。しかし3-0判定で敗れ暫定王座獲得ならず。

## 戦績
- アマチュア：
- プロボクシング：22戦 13勝 4KO 1分 8敗

| 戦           | 日付           | 勝敗 | 時間    | 内容    | 対戦相手                               | 国籍     | 備考                                      |
| ------------ | -------------- | ---- | ------- | ------- | -------------------------------------- | -------- | ----------------------------------------- |
| 1            | 2011年12月19日 | ☆    | 3R 0:54 | KO      | 林田昌子(SRS)                          | 日本     | プロデビュー戦                            |
| 2            | 2012年9月30日  | ☆    | 4R      | 判定3-0 | 塚下真理(HEIWA)                        | 日本     |                                           |
| 3            | 2012年12月8日  | ☆    | 4R      | 判定3-0 | 池原シーサー久美子(フュチュール)       | 日本     |                                           |
| 4            | 2013年2月9日   | ★    | 6R      | 判定0-3 | 山田真子(博多協栄)                     | 日本     | G Legendアトム級王座決定戦                |
| 5            | 2013年8月10日  | △    | 1R 1:44 | 負傷    | 池原シーサー久美子(フュチュール)       | 日本     |                                           |
| 6            | 2013年12月14日 | ★    | 6R      | 判定0-2 | 池山直(フュチュール)                   | 日本     |                                           |
| 7            | 2015年5月24日  | ★    | 6R      | 判定0-3 | 西村聡美(折尾)                         | 日本     |                                           |
| 8            | 2015年10月17日 | ☆    | 6R      | 判定3-0 | 山岸愛子(カシミ)                       | 日本     |                                           |
| 9            | 2016年6月10日  | ☆    | 6R      | 判定3-0 | 葉月さな(YuKO)                         | 日本     |                                           |
| 10           | 2016年6月10日  | ★    | 6R      | 判定0-3 | ブリッサ・エルナンデス                 | メキシコ |                                           |
| 11           | 2016年8月20日  | ☆    | 2R 1:16 | TKO     | ノンギック・シットジャーナート         | タイ     | 東洋太平洋女子ライトフライ級王座決定戦    |
| 12           | 2016年12月13日 | ★    | 10R     | 判定0-2 | 古川夢乃歌(ワタナベ)                   | 日本     | WBA女子世界ライトミニマム級タイトルマッチ |
| 13           | 2017年10月22日 | ☆    | 4R 1:04 | TKO     | スーパーボール・シットサイトーン       | タイ     |                                           |
| 14           | 2018年7月29日  | ☆    | 10R     | 判定2-1 | 池山直(フュチュール)                   | 日本     | WBO女子世界アトム級タイトルマッチ         |
| 15           | 2019年12月7日  | ☆    | 8R      | 判定3-0 | 神田桃子(寝屋川石田)                   | 日本     |                                           |
| 16           | 2020年9月26日  | ☆    | 10R     | 判定2-1 | 鈴木菜々江(シュウ)                     | 日本     | WBO女子王座防衛1                          |
| 17           | 2022年12月25日 | ★    | 10R     | 判定1-2 | 鈴木菜々江(シュウ)                     | 日本     | WBO女子王座陥落                           |
| 18           | 2022年9月1日   | ☆    | 10R     | 判定3-0 | 宮尾綾香(ワタナベ)                     | 日本     | IBF女子世界アトム級王座獲得               |
| 19           | 2023年2月26日  | ☆    | 3R      | TKO     | プローイパイリン・パラッドシーチュアイ | タイ     |                                           |
| 20           | 2024年1月12日  | ★    | 10R     | 判定0-3 | 山中菫(真正)                           | 日本     | IBF女子王座陥落                           |
| 21           | 2025年3月30日  | ☆    | 6R      | 判定3-0 | Wisuta Sririttidet                     | タイ     |                                           |
| 22           | 2025年6月14日  | ★    | 10R     | 判定0-3 | カミラ・サモラノ                       | メキシコ | WBC女子世界アトム級暫定王座決定戦         |
| テンプレート |                |      |         |         |                                        |          |                                           |

## 獲得タイトル
アマチュア
- 第8回全日本女子アマチュアボクシング選手権大会フライ級優勝

プロ
- 第5代OPBF東洋太平洋女子ライトフライ級王座（防衛0=返上）
- WBO女子世界アトム級王座（防衛1=陥落）
- IBF女子世界アトム級王座（防衛0=陥落）